# Brasil Fight
Brasil Fight é um evento brasileiro de MMA, que promove desafios por estado.
A primeira edição do evento aconteceu em março de 2010, em Belo Horizonte, com desafio entre lutadores de Minas Gerais e Rio de Janeiro.